# Вольфсграбен
Вольфсграбен (нем. Wolfsgraben) — коммуна в Австрии, в федеральной земле Нижняя Австрия. Входит в состав округа Санкт-Пёльтен (до 2017 года относился к ныне упразднённому округу Вин-Умгебунг). Население составляет 1736 человек (на 1 января 2020 года). 

## География
Расположена к западу от Вены в нескольких километрах от ее границы, в Венском Лесу. Занимает площадь 17,34 км², 66 % которой покрыто лесом.
Состоит из единственной одноименной кадастровой общины. Относительно крупные поселки: Вольфсграбен, Хаймбауталь (Heimbautal) и Лангзайтен (Langseiten); мелкие деревушки: Драйкольштеттен (Dreikohlstätten), Кляйнхёнигграбен (Kleinhöniggraben) и Ропперсберг (Roppersberg).

## Достопримечательности
- Приходская Церковь Сердца Христова[нем.]